# Leonor Varela
Leonor Magdalena Varela Palma (Santiago, 29 de diciembre de 1972) es una actriz y modelo chilena, que ha participado en diversas producciones norteamericanas, latinoamericanas y europeas, y ha sido rostro de múltiples campañas publicitarias.
Aunque realizó su debut en la televisión europea en 1995, con el telefilme sueco Pony Trek, y tuvo roles secundarios en diversas series y películas francesas y chilenas, no sería hasta una breve aparición en el El hombre de la máscara de hierro, junto a Leonardo DiCaprio, en 1998, que su nombre cobraría notoriedad en Hollywood, transformándose en protagonista de telefilmes como Cleopatra y Jeremiah, y películas como Blade II y Voces inocentes.
Ha sido considerada una de las mujeres más hermosas del mundo por diversas publicaciones.

## Biografía
Nacida en Santiago de Chile, Leonor es hija del biólogo y filósofo chileno Francisco Varela y de la masajista franco-chilena Leonor Palma Keller. Tiene tres hermanos, Alejandra, Gabriel y Javier. Por su vía paterna, es nieta de Raúl Varela Rodríguez; socio fundador de la Cámara Chilena de la Construcción. Mientras que por su vía materna, es nieta de Daniel Palma Robledo y de Rosalía Keller. Tras el golpe militar de 1973, Leonor dejó el país junto a su familia para radicarse en Costa Rica, itinerando con posterioridad por diversos países como Alemania, Estados Unidos y Francia. Si bien durante su crecimiento estuvo fuertemente vinculada con Chile, donde volvió a residir durante algún tiempo, cursando parte de sus estudios en el Colegio Latinoamericano de Integración; sería Francia la cuna de su formación artística y profesional. En ese país, Leonor estudió actuación en la École du Passage y el Conservatorio de París.

## Trayectoria

### Inicios
Mientras terminaba sus estudios de actuación participó en la película infantil sueca Pony Trek, grabada en Islandia, y realizó variadas apariciones en series francesas como Le Juste, Extrême limite y Sous le Soleil. Su primera incursión en la pantalla grande vino de la mano de la película Le ciel est à nous, cuyo director le fue presentado por su dentista e, impresionado por su belleza, habría creado un personaje especialmente para ella. El mismo año grabaría una breve escena junto a Leonardo DiCaprio en El hombre de la Máscara de Hierro, que la llevaría más tarde a Hollywood.
Por otro lado, Leonor viaja a Chile, donde protagoniza la telenovela Tic tac, que se caracterizó por la presencia de temáticas referentes a los fantasmas y los viajes en el tiempo, inéditos en la televisión chilena. Compartiendo roles con actores como Bastián Bodenhöfer y Ximena Rivas, fue el papel con el que se dio conocer en su país.

### Hollywood y el cine independiente

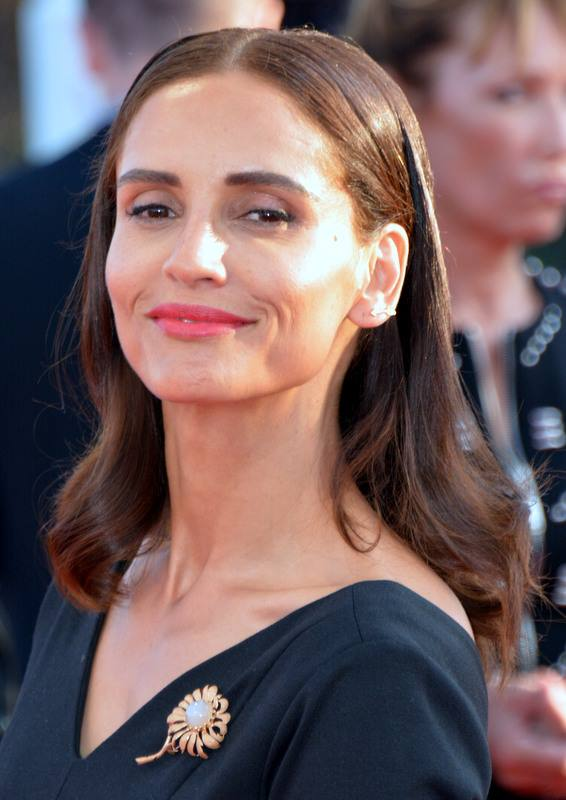
Leonor Varela en 2017.

Ha participado también en las series Backstage, Inca de Oro, A Legend to Ride, y Poney Treck, además de en los filmes El Sastre de Panamá y Texas Rangers. En la televisión ha participado en Extreme Limite y Sous le Soleil, ambas de la televisión francesa, y en la telenovela chilena Tic tac, además de participar en la película de acción Blade II de Guillermo del Toro.
En enero de 2005, la cinta mexicana Voces inocentes, donde Leonor Varela tuvo uno de los personajes protagonistas, fue premiada por productores estadounidenses, consiguiendo el galardón dedicado a asuntos sociales Stanley Kramer en una ceremonia realizada en Los Ángeles. Este premio, que debe su nombre a un productor conocido por participar en asuntos sociales, fue compartido por Voces inocentes y Hotel Rwanda.
También participó en la primera temporada de la serie de la cadena Fox Arrested Development y estuvo a punto de aparecer en la serie norteamericana El anillo, pero un cambio de último minuto la alejó del elenco.
Antes de su fallida aparición en El anillo, Leonor había sido alejada de dos de sus proyectos más importantes; el filme europeo Gigola, y el prometedor film Gilgamesh. A partir de ello Leonor se concentraría principalmente en el cine independiente, protagonizando junto a Joshua Jackson el filme Americano, dirigido por Kevin Noland.
Tras ello, Leonor se ha concentrado en su rol protagónico y de coproductora en el filme chileno Caleuche: El llamado del mar, que trata sobre un mítico barco fantasma que ronda las costas del sur de Chile. También se encuentra trabajando en la comedia Where God Left His Shoes (Donde Dios dejó sus zapatos), en el thriller psicológico Expecting, donde interpreta a una latina que decide comprar un hijo en forma ilegal, en la producción Gol 2, y en la comedia para veinteañeros Gary the Tennis Coach, donde también participan Sean William Scott (American Pie) y Randy Quaid (Secreto en la montaña).
Entre sus proyectos más interesantes se encuentra el film épico Love and Virtue dirigido por Raúl Ruiz y que cuenta con la participación de John Malkovich, donde interpretaría a la malvada Morgana, y la coproducción estadounidense-europea Seed of Contention.
Por problemas de tiempo, Leonor se retiró del elenco de ¡Pega, Martín, pega!, película chilena donde interpretaría a la mujer del boxeador Martín Vargas.
En octubre de 2007, interpretó a la protagonista de la miniserie Cómo ama una mujer, inspirada en la vida de la cantante Jennifer Lopez. La serie contó con cinco capítulos de una hora filmados en formato de cine bajo la dirección del mexicano Antonio Serrano y fue transmitida por Univisión con altos índices de audiencia.

## Vida personal
Ha mantenido relaciones sentimentales con el actor Billy Zane y el fotógrafo Anthony Mandler. El 16 de noviembre de 2018 fallece su hijo Matteo, debido a una leucodistrofia tipo AGS, una enfermedad genética incurable que presentaba desde su nacimiento.
Producto de su formación políglota, Varela habla con fluidez francés, español, inglés e italiano. Además, ha declarado ser vegetariana desde los 12 años.
Aunque se mantiene lejana a la política, en términos generales, ha participado en las campañas del presidente estadounidense Barack Obama y de la presidenta chilena Michelle Bachelet.

## Filantropía
Ha realizado múltiples actividades humanitarias, como una campaña en favor de la limpieza de las aguas consumidas por los indígenas kuna de Panamá, o el amadrinamiento de un jardín infantil ubicado en la comuna de Huechuraba, Santiago. Además ha destacado en la defensa del medio ambiente, siendo el rostro de campañas de diferentes ONG y centrándose en la protección del rorcual azul en el sur de Chile.

## Filmografía

### Cine
| Año  | Título                            | Personaje          | Notas                                                |
| ---- | --------------------------------- | ------------------ | ---------------------------------------------------- |
| 1997 | Bouge!                            | La bailarina       |                                                      |
| 1997 | Le ciel est à nous                | Vanessa            |                                                      |
| 1998 | El hombre de la Máscara de Hierro | Bailarina de salón |                                                      |
| 1999 | Les Parasites                     | Fidelia            |                                                      |
| 1999 | Les Infortunes de la Beauté       | Annabella          |                                                      |
| 1999 | Cleopatra                         | Cleopatra          |                                                      |
| 2001 | El sastre de Panamá               | Marta              |                                                      |
| 2001 | Texas Rangers                     | Perdita            |                                                      |
| 2002 | Blade II                          | Nyssa Damaskinos   |                                                      |
| 2002 | Paraíso B                         | Gloria             | - Premio APES a la mejor actriz de Cine              |
| 2003 | Pas si Grave                      | Ángela             |                                                      |
| 2003 | ¡Que te calles!                   | Katia / Sandra     |                                                      |
| 2004 | Voces inocentes                   | Kella              | - Nominada - Premio Ariel de Plata a la mejor actriz |
| 2005 | Americano                         | Adela              |                                                      |
| 2007 | Goal II: Living the Dream         | Jordana García     |                                                      |
| 2007 | Where God Left His Shoes          | Ángela Díaz        | - Imagen Awards a la mejor actriz de soporte         |
| 2008 | Sleep Delaer                      | Luz Martínez       |                                                      |
| 2008 | Hell Ride                         | Nada               |                                                      |
| 2008 | Hindsight                         | María              |                                                      |
| 2008 | All Inclusive                     | Miranda            |                                                      |
| 2008 | Balls Out: Gary the Tennis Coach  | Norma Sánchez      |                                                      |
| 2009 | Wrong turn at Tahoe               | Anna               |                                                      |
| 2009 | Love and Virtue                   | Morgana            |                                                      |
| 2009 | Deseo                             | Muchacha           |                                                      |
| 2010 | Qué pena tu vida                  | Alma Subercaseaux  |                                                      |
| 2011 | El Callejón                       | La madre           |                                                      |
| 2011 | A Fine Step                       | Liliana Bolívar    |                                                      |
| 2013 | Odd Thomas                        | Mamá de Thomas     | Cameo                                                |
| 2018 | Alpha                             | Shaman             |                                                      |
| 2022 | Miénteme                          | Eva                |                                                      |

### Televisión
| Año  | Título                       | Personaje                    | Notas                                                                  |
| ---- | ---------------------------- | ---------------------------- | ---------------------------------------------------------------------- |
| 1995 | Pony Trek                    | Anette                       | - Película televisiva                                                  |
| 1995 | Extrême Limite               |                              | - Episodio: "Sacrifice".                                               |
| 1996 | Sous le Soleil               | Jeanne                       | - Episodio: "Comportement modèle".                                     |
| 1997 | Le Juste                     | Chica embarazada             | - Episodio: "En transit vers l'espoir".                                |
| 1997 | A Legend to Ride             | Anette                       |                                                                        |
| 1997 | Inca de Oro                  | Flor del Inca                |                                                                        |
| 1997 | Tic tac                      | Pola Santa María             | - Telenovela                                                           |
| 1998 | Jeremiah                     | Judith                       | - Película televisiva                                                  |
| 1999 | Cleopatra                    | Cleopatra                    | - Película televisiva                                                  |
| 2003 | Arrested Development         | Marta Estrella               | - Episodio: "Bringin Up Buster" - Episodio: "Key Decisions".           |
| 2005 | Stargate Atlantis            | Chaya Sar                    | - Episodio: "Sanctuary".                                               |
| 2005 | El anillo                    | Teniente Catherine Rodríguez | - Episodio: "Piloto".                                                  |
| 2006 | The Curse of King Tut's Tomb | Dra. Azelia Barakat          | - Película televisiva                                                  |
| 2007 | Como ama una mujer           | Sofía Márquez                | - Miniserie                                                            |
| 2010 | Feroz                        | Laura Palma                  | - Telenovela                                                           |
| 2010 | Human Target                 | María Gallego                | - Episodio: "A problem like Maria" - Episodio: "Salvage & Reclamation" |
| 2012 | Dallas                       | Marta del Sol                |                                                                        |
| 2013 | Agents of S.H.I.E.L.D.       | Camilla Reyes                | - Episodio: "0-8-4"                                                    |